# Уайт, Дэвид Эндрю Рой
Дэвид Эндрю Рой Уайт (англ. David Andrew Roy White р. 12 мая 1970, Додж-Сити, Канзас, США) — американский киноактёр, режиссёр, продюсер и сценарист.

## Биография
Дэвид Э. Р. Уайт родился 12 мая 1970 в Додж-Сити, штат Канзас. Вырос в маленьком фермерском городке, который был расположен за пределами Додж-Сити, штат Канзас. Дэвид является одним из основателей Pure Flix Entertainment, кинокомпания снимающая христианские фильмы. Женат на актрисе Логан Уайт.

### Карьера
Дэвид Уайт переехал в Лос-Анджелесе, штат Калифорния в возрасте 19 лет. Через шесть месяцев после его прибытия в Лос-Анджелесе, он получил роль Андрея в сериале с Бёртом Рейнольдсом «Вечерняя тень». В дополнение Дэвид появляется в качестве гостя в телесериалах, таких как «Тренер», «Спасённые звонком», «Сёстры» и «Мелроуз Плейс».
Уайт сыграл в таких фильмах, как «И пришел он», с участием кантри-исполнителья и актёра Рэнди Трэвиса, «Обитель дьявола» с актёром Чаком Норрисом, а также снялся вместе с Эриком Робертсом и Кевином Даунсом в фильмах «Последняя афера» и «Шесть». В 2011 году Дэвид снялся совместно с Джеффи Фэйи в фильме «Отступление брака», в это же году снялся в фильме «Обратный отсчёт: Иерусалим».
В 1999 году Уайт попробовал себя в качестве продюсера в фильме «Моментом позже», по совместительству Уайт также играл в этом фильме роль Адама Райли. Он так же продюсировал в других фильмах, таких как «И пришел он», «Пари». В 2012 году он создал историческую драму «Апостол Пётр и Тайная Вечеря» в главных ролях снялись Роберт Лоджа и Брюс Марчиано.
В 2010 году Дэвид начал пробовать себя в кресле режиссёра. Его первый фильм в качестве режиссёра был «Неожиданная встреча», в котором снимались Брюс Марчиано и рестлер Стив Борден.
Его второй фильм в качестве режиссёра «Тайный святой человек» рассказывающий историю амиша приехавшего в Голливуд, в фильме снялся Фред Уиллард.

## Фильмография

### Режиссёр
- 2010 — Тайный святой человек / Holyman Undercover
- 2010 — Неожиданная встреча / The Encounter
- 2012 — Я снова / Me Again
- 2013 — Книга Есфирь / The Book of Esther

#### Продюсер
- 1999 — Моментом позже / The Moment After
- 2000 — Последняя афера / Mercy Streets
- 2004 — Шесть / Six: The Mark Unleashed
- 2006 — И пришёл он / The Visitation
- 2006 — Моментом позже 2 / The Moment After II: The Awakening
- 2009 — Во мгновение ока / In the Blink of an Eye
- 2010 — Что если… / What If…
- 2010 — Тайный святой человек / Holyman Undercover
- 2010 — Неожиданная встреча / The Encounter
- 2011 — Отступление брака / Marriage Retreat
- 2011 — Обратный отсчёт: Иерусалим / Jerusalem Countdown
- 2012 — Я снова / Me Again
- 2012 — Белый брат / Brother White
- 2012 — Апостол Пётр и Тайная Вечеря / Apostle Peter and the Last Supper
- 2012 — Неожиданная встреча 2: Потерянный рай / The Encounter: Paradise Lost
- 2012 — Знак / The Mark
- 2012 — Это наше время / This Is Our Time
- 2013 — Путь откровения 2: Море стекла и огня / Revelation Road: The Sea of Glass and Fire
- 2013 — Книга Даниила / The Book of Daniel
- 2014 — Ночь отдыха для мам / Moms' Night Out

#### Сценарист
- 2004 — Шесть / Six: The Mark Unleashed
- 2009 — Во мгновение ока / In the Blink of an Eye
- 2010 — Тайный святой человек / Holyman Undercover
- 2011 — Обратный отсчёт: Иерусалим / Jerusalem Countdown
- 2012 — Белый брат / Brother White
- 2012 — Знак / The Mark
- 2015 — К стене / To the Wall

### Актёр
- 1990 — Джеронимо / Geronimo — Консультант
- 1992 — Тренер / Coach — ребенок
- 1993 — Вечерняя тень / Evening Shade
- 1993 — Мелроуз Плейс / Melrose Plac — Официант
- 1994 — Сёстры / Sisters — дежурный АЗС
- 1995 — Отступник / The Renegade — Портье
- 1996 — Клан / Kindred: The Embraced — Клерк
- 1996 — Космос: Далёкие уголки / Space: Above And Beyond — прапорщик Льюис
- 1996 — Обещаю дорожить / A Vow to Cherish — резидент
- 1999 — Китайский городовой / Martial Law — Скотт Пэйн
- 1999 — Моментом позже / The Moment After — Адам Райли
- 2000 — Последняя афера / Mercy Streets — Джон/Иеремия
- 2003 — Обитель дьявола / Bells of Innocence — Конрад Чемплэйн
- 2004 — Шесть / Six: The Mark Unleashed — Броди Саттон
- 2006 — И пришёл он / The Visitation — Карл
- 2006 — Моментом позже 2 / The Moment After II: The Awakening — Адам Райли
- 2009 — Во мгновение ока / In the Blink of an Eye — Дэвид
- 2010 — Тайный святой человек / Holyman Undercover — Рой/Брайан
- 2010 — Неожиданная встреча / The Encounter — Рик (в титрах не указан)
- 2011 — Отступление брака / Marriage Retreat — Марк Боуман
- 2011 — Обратный отсчёт: Иерусалим / Jerusalem Countdown — Шэйн
- 2012 — Я снова / Me Again — Рик
- 2012 — Белый брат / Brother White — Джеймс Уайт
- 2012 — Неожиданная встреча 2: Потерянный рай / The Encounter: Paradise Lost — Рик
- 2013 — Путь откровения: Начало конца / Revelation Road: The Beginning of the End — Джош МакМанус
- 2013 — Путь откровения 2: Море стекла и огня / Revelation Road: The Sea of Glass and Fire — Джош МакМанус
- 2013 — К стене / To the Wall — Уэйн
- 2014 — Бог не умер / God’s Not Dead — пастор Дэйв
- 2014 — Путь откровения 3 / Revelation Road 3: The Black Rider — Джош МакМанус
- 2015 — К стене / To the Wall  — Уэйн
- 2016 — Бог не умер 2 / God’s Not Dead 2 — пастор Дэйв
- 2018 — Бог не умер 3 / God’s Not Dead 3 — пастор Дэйв

### Номинации
Movie Guide
- Номинация «лучшую мужскую роль», за фильм «Последняя афера».